# 1881

## أحداث
- تأسيس مدينة عشق آباد وتقع حاليا في تركمانستان.
- تأسيس مدينة كيبوليتي وتقع حاليا في الأرجنتين.
- تأسيس مدينة كينشاسا وتقع حاليا في جمهورية الكونغو الديمقراطية.
- 12 أكتوبر: تأسيس مدينة نيكوتشيا وتقع حاليا في الأرجنتين.
- بداية الثورة المهدية في 1881 والتي انتهت في 1899.
- نهاية حرب البوير الأولى في 23 مارس 1881 والتي بدأت في 20 ديسمبر 1880.

### فبراير
- 26 فبراير: منح قانون الائتمان لبدء تشييد خط لسكك الحديد بين كايس والنيجر، وأنجزت في عام 1904.

### مارس
- 4 مارس: الرئيس الجمهوري جيمس غارفيلد لالولايات المتحدة.

### أبريل
- 24 أبريل: القوات الفرنسية تدخل تونس بجيش قوامة 30000 جندي عبر الحدود.
- منح رئيس الوزراء البريطاني وليم جلادستون أيرلندا قانون الأراضي.

### نوفمبر
- تعيين لويس تيرمان الحاكم العام في الجزائر.

### ديسمبر
- وصول إيطاليا تعداد 28.4 مليون نسمة.

### بدون تاريخ محدد
- بلوغ الهند تعداد 253.9 مليون نسمة.
- الانتهاء من 9506 كيلومترا من السكك الحديدية في إيطاليا.
- إنشاء أول خط تليفوني يربط بين القاهرة والإسكندرية

## مواليد
- بابلو بيكاسو
- أدولفو دي لا ويرتا
- ألتشيدي دي غاسبيري
- ألكسندر فليمنغ
- أنور باشا
- إرفينغ لانغموير
- إرون آديرز
- إميل إده
- إميل لودفيغ
- الكسندر فليمنغ
- بابلو بيكاسو
- بيلا بارتوك
- ثوماس أديس
- جورج اينيسكو
- حسين رؤوف أورباي
- حسين صلاح الدين
- حمدان بن زايد بن خليفة آل نهيان
- خوان رامون خيمنيز
- دخيل عيدان
- روجه مارتين دو غار
- سلطان بن زايد بن خليفة آل نهيان
- شتيفان تسفايغ
- شرف بن راجح
- صالح أفندي
- صموئيل روي ماكاليف
- فينتشنزو بيروجي
- كريستيان هولسماير
- كلنتون دافيسون
- لاسيلس أبركرمبي
- لو شون
- لودفيج فون ميزس
- محمد المنصف باي
- محمد الأمين باي
- محمد الجسر
- محمد الجواد الجزائري
- محمد الصالح بن مراد
- محمد جعفر أبو التمن
- محمد مصطفى المراغي
- محمود الحفيد
- مصطفى صادق الرافعي
- ندرة حداد
- نيكولاي لادوفيسكي
- هارولد ديكسون
- هانس فيشر
- هرمان شتاودنغر
- ولتر هس
- يعقوب فيشمان
- محمد عبد الرحيم تره
- أحمد عزة الأعظمي - مؤرخ وكاتب وسياسي وصحفي عراقي.
- 12 مارس - مصطفى كمال أتاتورك مسقط الخلافة ومؤسس أول دولة تركية حديثة.
- 6 أغسطس - [وضح من هو المقصود ؟] ال[وضح من هو المقصود ؟] الاسكتلندي ألكسندر فلمينغ.
- علي الجارم شاعر مصري حديث. (توفي 1949 م)
- 4أكتوبر : الكاتب الفرنسي أندريه سالمون.

## وفيات
- 1 يناير – لوي أوجوست بلانكي، اشتراكي وناشط سياسي فرنسي (مواليد 1805)
- 18 يناير – أوجوست مارييت، عالم مصريات فرنسي (مواليد 1821)
- 24 يناير – فرانسيس ستاكهاوس أكتون، عالمة آثار ونبات وكاتبة وفنانة بريطانية (مواليد 1794)
- 5 فبراير – توماس كارليل، مؤرخ وكاتب اسكتلندي (مواليد 1795)
- 9 فبراير – فيودور دوستويفسكي، روائي وكاتب روسي (مواليد 1821)
- 14 فبراير – فرناندو وود، عمدة مدينة نيويورك (مواليد 1812)
- 13 مارس – الإمبراطور ألكسندر الثاني (تم اغتياله) (مواليد 1818)
- 28 مارس – موديست موسورسكي، ملحن وموسيقار روسي (مواليد 1839)
- 31 مارس – لوسي فرجينيا فرينش، شاعرة وكاتبة أمريكية (مواليد 1825)
- 19 أبريل – بينجامين دزرائيلي، رئيس وزراء المملكة المتحدة (مواليد 1804)
- 28 يونيو – جول أرمان دوفور، رئيس وزراء فرنسا لثلاثة ولايات (مواليد 1798)
- 14 يوليو – الولد بيلي، من أبرز رموز الغرب الأمريكي القديم (مواليد 1859)
- 17 يوليو – جيم بريدغر، مستكشف أمريكي (مواليد 1804)
- 11 أغسطس – جين ديغبي، مغامر إنجليزي (مواليد 1807)
- 7 سبتمبر – سيدني لانيير، كاتب أمريكي (مواليد 1842)
- 13 سبتمبر – أمبروز برنسايد، مخترع وسياسي من رود آيلاند وجنرال قاتل في الحرب الأهلية الأمريكية (مواليد 1824)
- 19 سبتمبر – جيمس جارفيلد، رئيس الولايات المتحدة العشرون (مواليد 1831)
- 31 أكتوبر – جورج ديلونج، ضابط بحرية ومستكشف أمريكي (مات جوعاً) (مواليد 1844)